# Antona maculata
Antona maculata là một loài bướm đêm thuộc phân họ Arctiinae, họ Erebidae.